# Attacco iraniano alle forze statunitensi in Iraq del 2020
L’attacco iraniano alle forze statunitensi in Iraq del 2020 (noto nel loro ambito militare come operazione martire Soleimani), è stata la controffensiva dell'Iran effettuata con missili a lunga gittata dei tipi
Fateh-110 e Qiam 1, lanciati l'8 gennaio 2020 contro due basi degli Stati Uniti d'America nel paese arabo.
L'8 gennaio 2020, la Forza aerospaziale del Corpo dei guardiani della rivoluzione islamica iraniana (IRGC) ha lanciato numerosi missili balistici sulla base aerea di Ayn al-Asad nel governatorato di Al Anbar in Iraq occidentale e su di un'altra base aerea ad Erbil nel Kurdistan iracheno, in risposta all'assassinio del generale Qasem Soleimani da parte delle forze statunitensi.
Alcuni analisti sostengono che l'Iran abbia preventivamente informato il governo iracheno prima dell'attacco e, secondo quanto riferito, le informazioni sarebbero state poi da questi ultimi trasmesse alle forze armate statunitensi. Tali analisti hanno suggerito che l'azione potrebbe essere stata di carattere dimostrativo del potenziale di offesa, deliberatamente progettata per evitare di provocare vittime e per scongiurare una risposta e un'escalation da parte degli USA.
Nonostante l'iniziale smentita del presidente Donald Trump il quale aveva affermato che non c'era stato nessun morto o ferito, il Dipartimento della difesa ha poi ammesso che gli attacchi hanno provocato 11 feriti tra il personale militare statunitense. Settimane successive, il Pentagono ha poi affermato che sarebbero 34 i soldati statunitensi rimasti feriti nell'attacco. In seguito, è uscita la notizia che il numero di soldati feriti sarebbero 110.